# 肯德里克·帕金斯

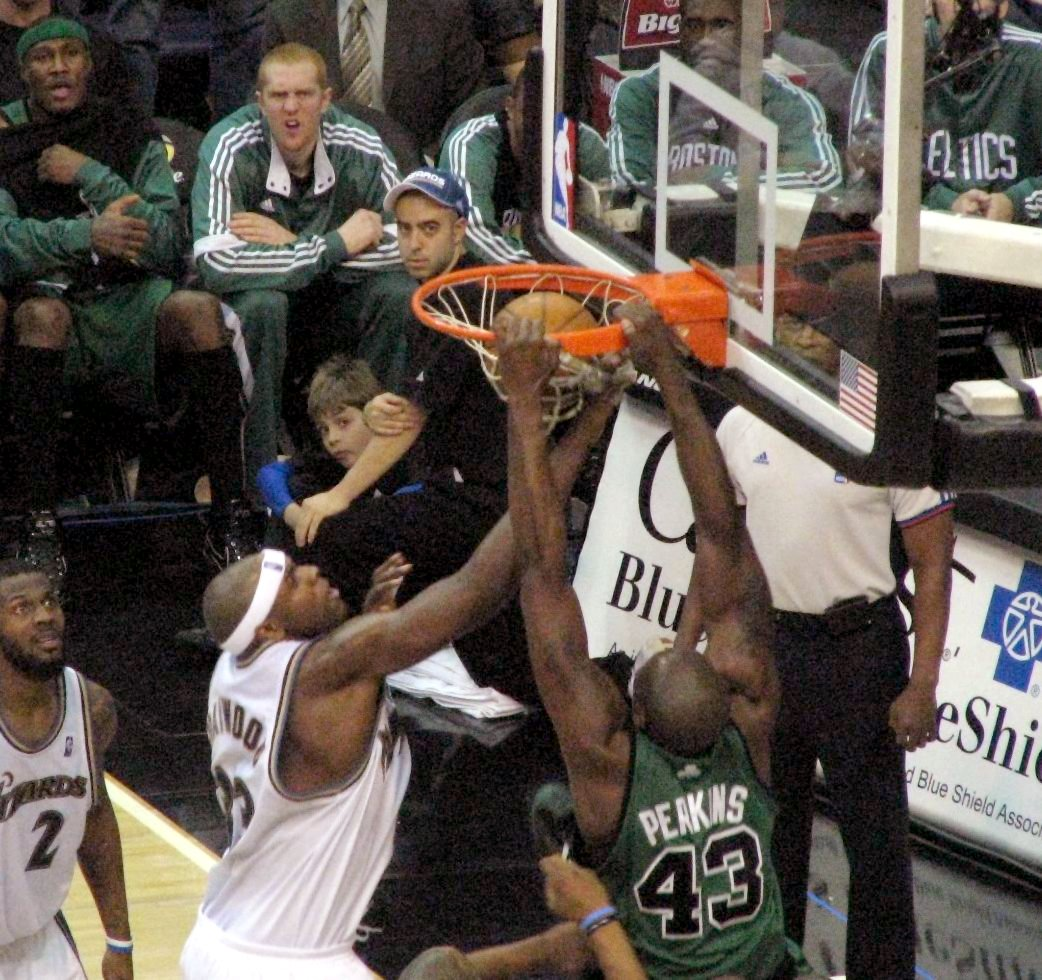
肯德里克·帕金斯

肯德里克·帕金斯（英語：Kendrick Perkins，1984年11月10日—），美国职业篮球运动员，场上司职中锋。
帕金斯出生于得克萨斯州，2003年高中毕业后直升NBA，在当年的2003年NBA选秀中于第一轮第27位被孟菲斯灰熊队选中，旋即被送往波士顿凯尔特人队，也幫助球隊完成1986年以來隊史第17次NBA總冠軍。
在2010年的NBA總決賽第6場比賽，帕金斯膝蓋受傷，缺席了第7場比賽，最終凯尔特人在第七戰79：83敗給湖人，錯失隊史第18冠。
2011年球季中與内特·罗宾逊一同被交易到俄克拉何马城雷霆。2015年球季中被交易至犹他爵士並買斷合約後，與克里夫蘭騎士簽約。来自ESPN的报道称，鹈鹕已经和自由球员肯德里克·帕金斯达成了签约协议。帕金斯接受了鹈鹕提供的一份为期一年的底薪合同。
2017年9月與騎士隊簽約，在季前賽打三場後，2017年10月即遭到揮棄，轉而加入NBA G聯盟(NBA G League，即之前的NBA發展聯盟)，2018年2月9日選擇自G聯盟退休，2018年4月1日再度與騎士隊簽約，打完該年剩餘時間後，2018年7月17日再度遭騎士揮棄。
2019加入ESPN擔任球評。